# 골든 아치

맥도날드가 2006년부터 사용하는 공식 골든 아치 로고

골든 아치(Golden Arches)는 세계적인 패스트푸드 레스토랑 체인인 맥도날드의 상징이다. 원래 실제 아치는 레스토랑 디자인의 일부였다. 이 아치들은 1962년 양식화된 레스토랑 모양의 체인 로고에 통합되었으며, 1968년에 도입된 현재의 골든 아치 로고는 "맥도날드"의 "M"을 닮았다. 이들은 세계에서 가장 잘 알려진 로고 중 하나로 널리 인정받고 있다.

## 역사
1952년, 맥도널드 형제인 리처드 맥도널드와 모리스 맥도널드는 샌버너디노에 있는 햄버거 레스토랑을 위한 새로운 건물이 필요하다고 결정했다. 그들은 이 건물이 두 가지 목표를 달성할 완전히 새로운 디자인을 갖기를 원했다: 더 큰 효율성과 눈길을 끄는 외관. 그들은 총 최소 4명의 건축가와 인터뷰를 했고, 마침내 1952년 말 인근 폰타나에서 활동하던 건축가 스탠리 클라크 메스턴을 선택했다. 아치들은 인터뷰 과정과 메스턴 선택에 직접적인 영향을 미쳤다. 그들이 인터뷰한 첫 번째 건축가는 형제들이 원했던 아치에 반대했고, 두 번째는 아치를 변경하기를 원했으며, 세 번째로 저명한 로스앤젤레스 건축가 더글러스 혼놀드는 형제들이 자신에게 무엇을 해야 할지 말해줄 것이라면 차라리 직접 하는 것이 낫다고 말했다.

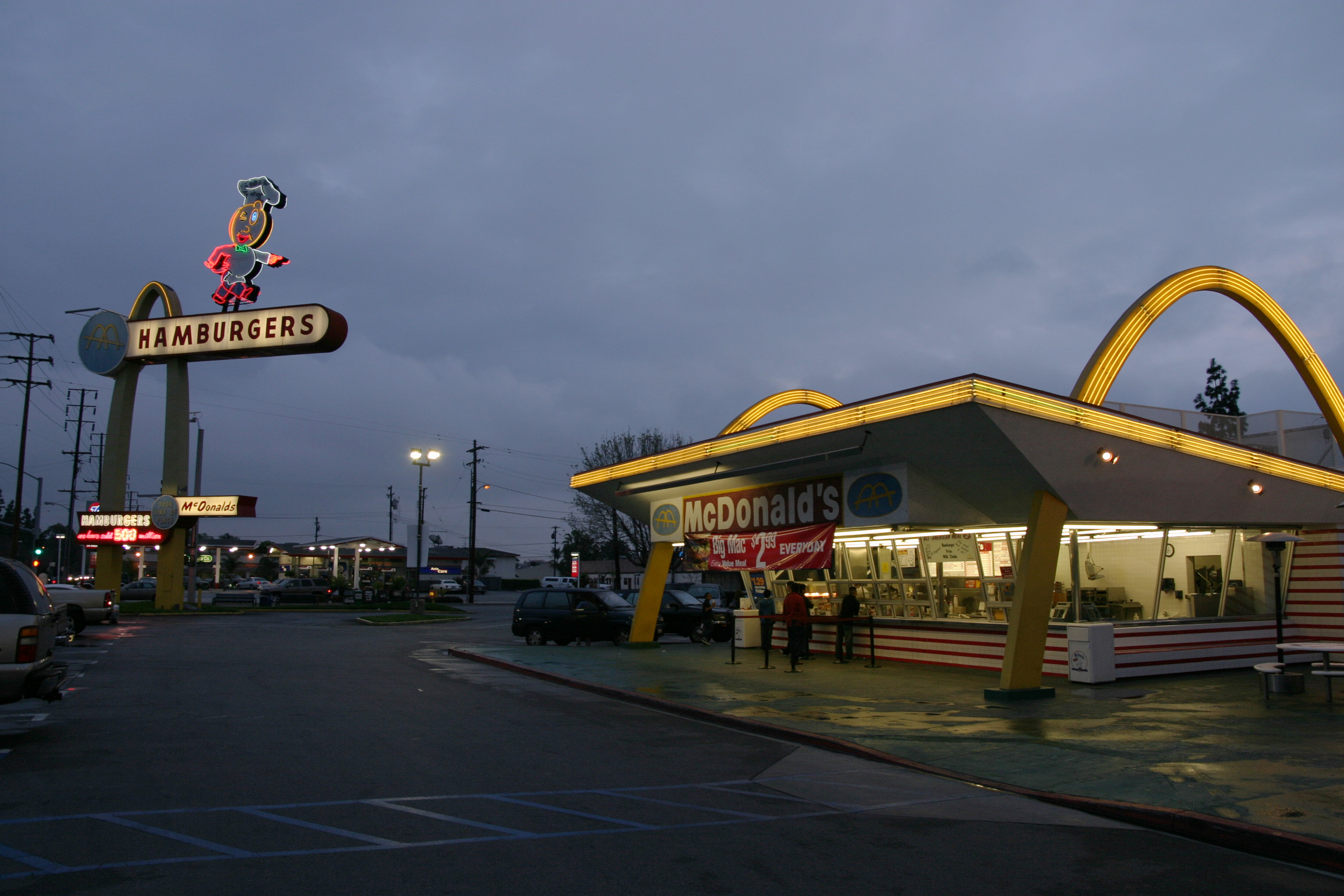
세 번째 맥도날드 레스토랑이 문을 열었던 다우니에 위치한 곳으로, 가장 오래 운영 중인 맥도날드이다. 골든 아치 디자인을 특징으로 한 두 번째 레스토랑이었다.

형제들은 자신들의 실용적인 지식과 함께 리처드가 그린 두 개의 반원 아치 스케치를 메스턴에게 가져갔다. 아치에 대한 아이디어는 리처드에게 가게를 더 잘 보이게 만드는 기억하기 쉬운 모양이었다. 그는 건물 전면에 평행한 하나의 아치를 고려한 후, 가게 양쪽에 두 개의 반원을 스케치했다. 메스턴은 조수 찰스 피시와 함께 네온으로 장식된 25-피트 (7.6 m) 노란색 판금 아치 두 개를 포함하는 디자인을 제시했는데, 이 아치들은 디자인 단계에서부터 "골든 아치"라고 불렸다. 그의 디자인에는 도로변에 요리사 모자를 쓴 통통한 캐릭터인 스피디(Speedee)가 꼭대기를 가로질러 움직이는 네온으로 장식된 세 번째 더 작은 아치 간판도 포함되었다.
건축 역사가 앨런 헤스에 따르면, "메스턴과 피시는 리처드 맥도널드의 스케치에서 제안된 거친 반원을 긴장감 있고 솟아오르는 선으로 움직임과 에너지를 전달하는, 가늘고 세련된 포물선으로 바꾸었다." 같은 기사에서 헤스는 다음과 같은 각주를 덧붙였다: "누가 포물선을 처음 제안했는지는 불분명하다. 리처드 맥도널드와 첫 번째 아치를 제작한 간판 계약자 조지 덱스터는 덱스터가 아이디어를 내고 계획에 추가했다고 회상했다. 작업 도면을 만들고 메스턴의 디자인을 도왔던 찰스 피시는 자신이 격납고에 구조적 포물선을 사용했던 학교 프로젝트에서 이 형태에 익숙했기 때문에 아이디어를 얻었다고 말한다. 이 형태는 접힌 판 지붕을 포함하여 일반적인 여러 첨단 공학 솔루션 중 하나였다."
메스턴의 디자인을 적용한 첫 프랜차이즈 매장은 1953년 5월 애리조나주 피닉스에서 문을 열었다. 맥도널드 형제의 후속 프랜차이즈도 메스턴의 디자인을 사용해야 했지만, 메스턴은 각 지점의 조건과 건축법규에 맞게 도면을 수정했다.

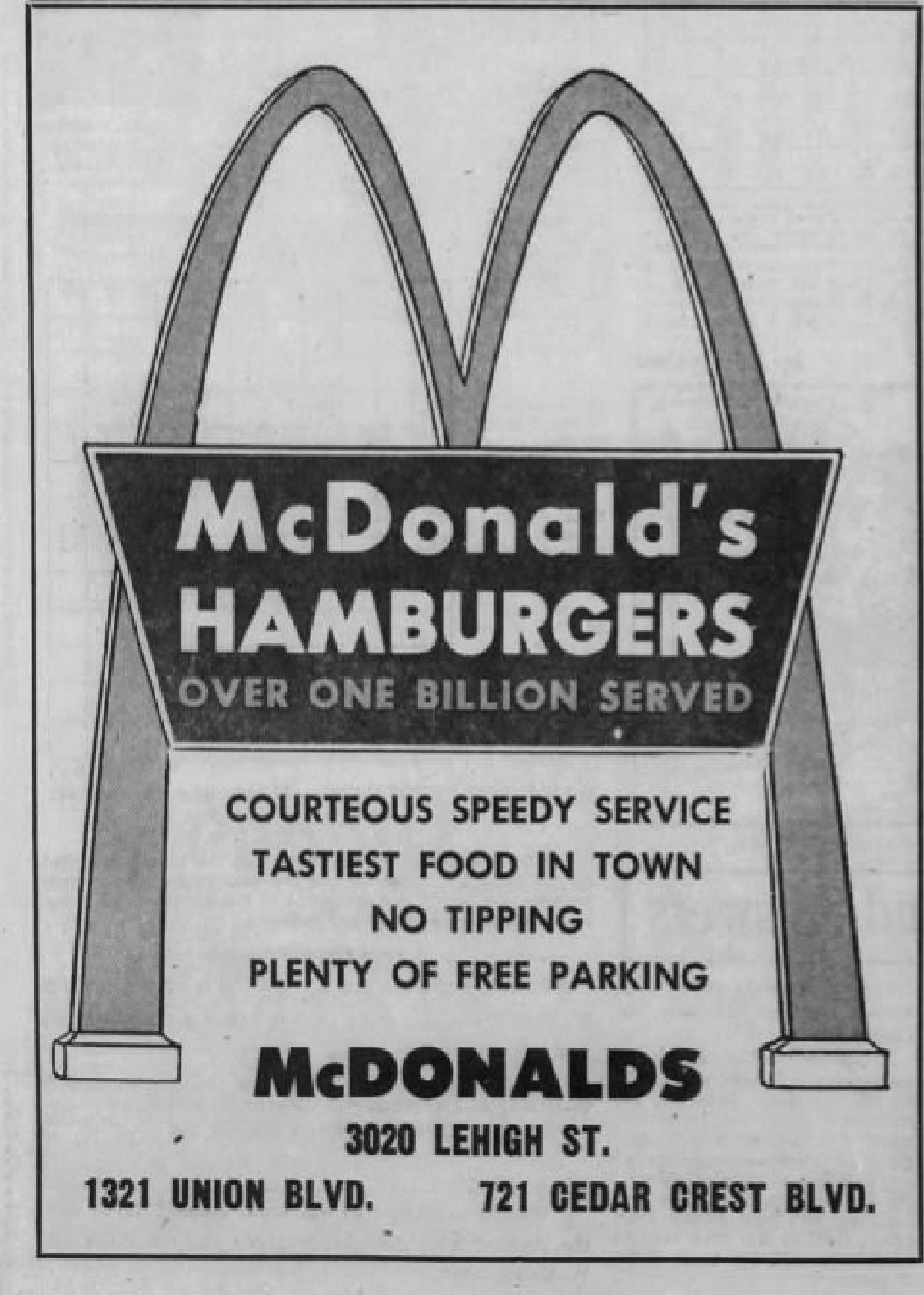
양식화된 "M" 골든 아치가 특징인 1964년 광고

1962년, 기업 이미지를 개선하려는 노력으로 회사는 새로운 로고를 찾았다. 프레드 터너는 양식화된 "V"를 스케치했지만, 회사의 엔지니어링 및 디자인 책임자인 짐 쉰들러는 "V"를 맥도날드 매장을 비스듬히 본 것과 유사한 "M"으로 확장했으며, 글자를 위한 배경으로 빨간색 등변사다리꼴 "지붕"을 사용했다.
맥도날드는 1960년대에 거의 모든 레스토랑에서 물리적인 아치를 없앴지만, 골든 아치는 로고에 남아 있었고, 회사에 대한 일반적으로 이해되는 용어로 사용되었다. 이는 부분적으로 루이 체스킨이 아치를 "어머니 맥도날드의 가슴"에 비유하며 "소비자의 잠재의식에 프로이트적인 적용을 하며 맥도날드 음식 마케팅에 큰 자산"이 된다고 주장했기 때문이다.
앨런 헤스는 아치의 구기 건축에서의 기원과 궁극적인 중요성을 다음과 같이 요약했다.
아치는 학문적 건축 사례에 대한 지식이 없는 비전문 디자이너인 사업가 리처드 맥도널드에 의해 고안되었다. 그의 의도는 실용적이었다: 눈에 띄게 만드는 것. 이는 그가 잘 알고 있던 초기 드라이브인 레스토랑의 선례를 따라 장거리에서 볼 수 있는 규모, 위치, 그리고 단순한 형태를 결정했다. 맥도널드에게 아치는 상징적 또는 역사적 연관성이 없는 임의적인 형태였으며, 그는 맥도날드를 상징하게 되기를 바랐다. 아치의 위치는 입구로서의 전통적인 아치 사용을 의미하지 않으며, 구조적이지도 않다. 건축가는 1940년대와 1950년대에 유행했던 인기 있는 상업적 민속 양식의 역동적인 선과 기계적인 표면으로 클라이언트가 결정한 이 형식적 개념을 묘사했다 ... 메스턴의 디자인은 그 상업성에도 불구하고 디자인과 아이콘으로서 성공적이었다.

## 변형

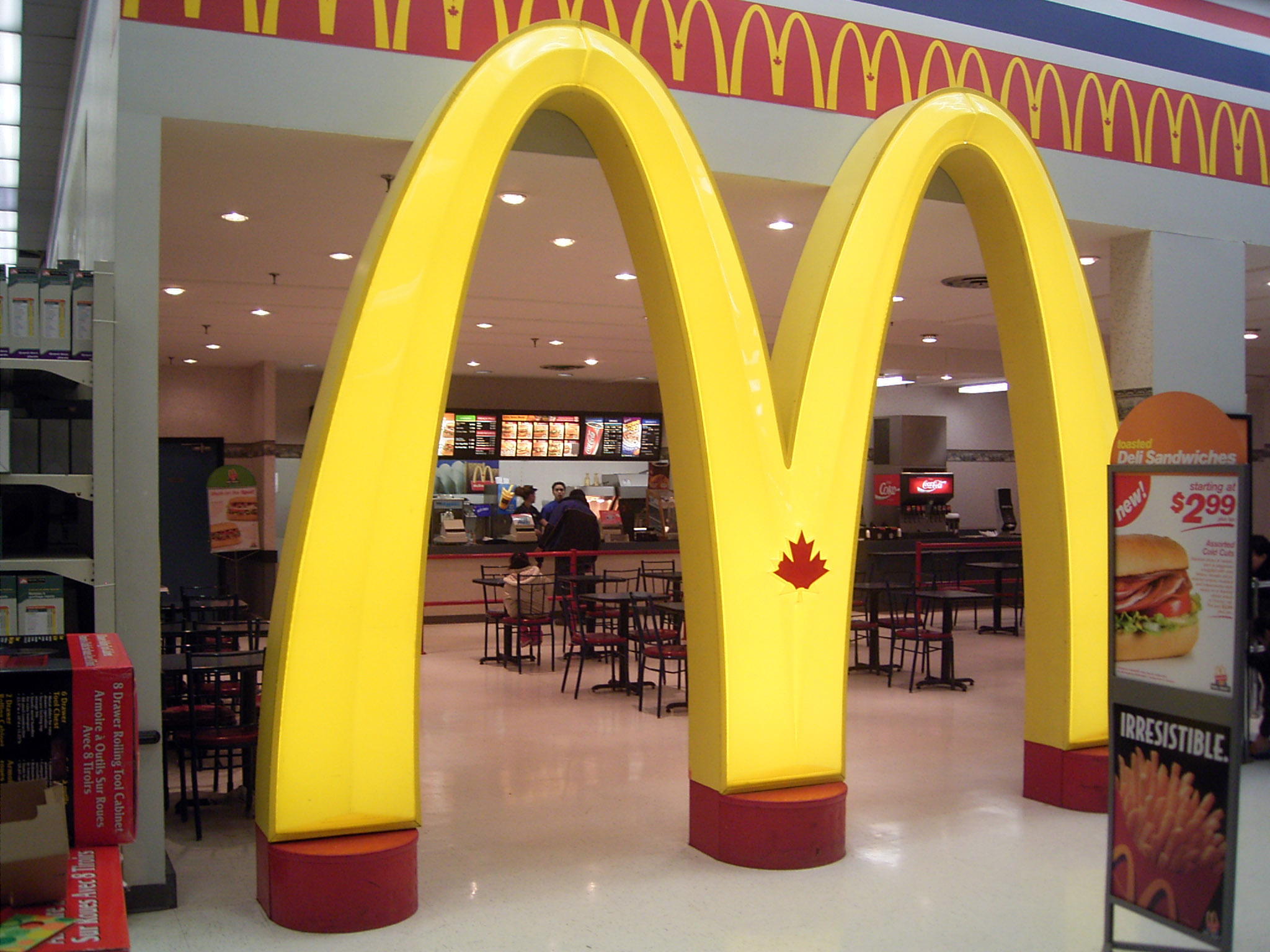
맥도날드 캐나다의 한 지점은 단풍잎이 특징인 골든 아치를 사용한다.

맥도날드 캐나다가 운영하는 모든 레스토랑은 골든 아치 중앙에 단풍잎이 삽입된 골든 아치 변형을 사용한다. 이는 캐나다의 국가 상징을 기업 상징에 통합한 것이다.

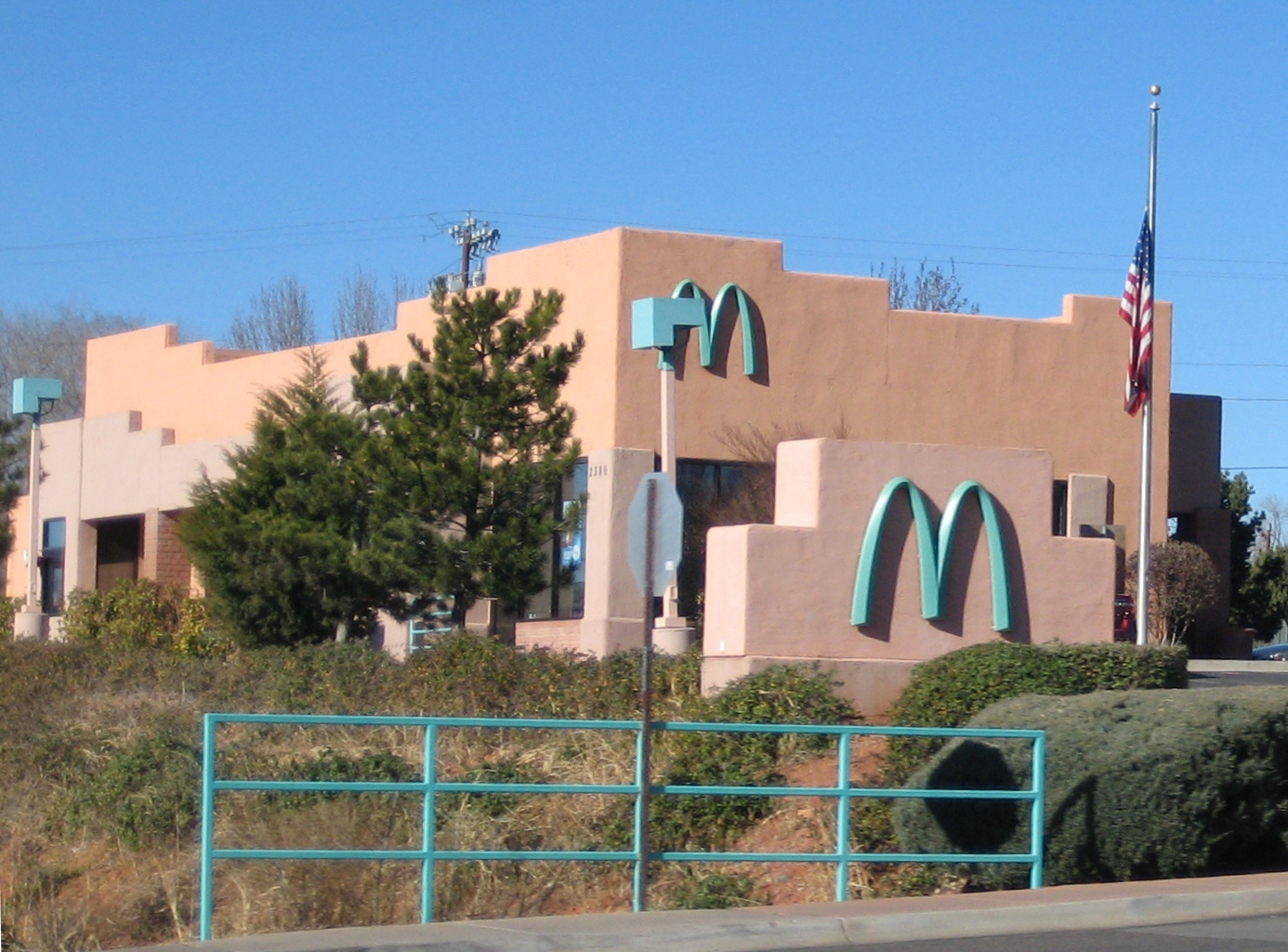
세도나에 있는 맥도날드의 청록색 골든 아치

세도나의 맥도날드 아치는 노란색이 경치 좋은 붉은 바위와 너무 대조된다고 정부 관리들이 판단했을 때 청록색으로 만들어졌다.
2019년 현재, 매그놀리아(뉴저지주), 윈터헤이븐, 몬트로즈, 그리고 맥도날드 간판 (파인 블러프, 아칸소)에 위치한 맥도날드 간판을 포함하여 단 하나의 아치만 있는 맥도날드 간판은 7개이다.
캘리포니아 몬터레이 델몬트 애비뉴 610번지에 위치한 맥도날드 레스토랑은 검은색 아치를 가지고 있다.
애리조나주 노스 스코츠데일 Pima Rd 18241번지에 위치한 맥도날드 또한 검은색 아치를 가지고 있다.
캘리포니아 록린의 선셋 대로 2172번지에 위치한 맥도날드 레스토랑은 짙은 붉은색 아치를 가지고 있다.
프랑스 파리의 샹젤리제에 있는 맥도날드 레스토랑은 흰색 아치가 있는 네온 맥도날드 간판을 포함한다. 또한, 최근 벨기에 브뤼허에 지어진 맥도날드는 흰색 아치를 가지고 있다.
2017년, 맥도날드 중국 지사는 레스토랑 이름은 맥도날드를 유지하면서 골든 아치로 이름이 변경되었다. 맥도날드 대변인은 맥도날드 코퍼레이션이 중국 지사의 대부분을 중신그룹과 칼라일 그룹에 매각했기 때문에 이름이 변경되었다고 설명했다.
2018년과 2019년에 맥도날드는 국제 여성의 날을 기념하여 소셜 미디어 계정에서 아치를 뒤집어 "M"을 "W"로 바꾸었다. 린우드 (캘리포니아주)에서 파트리샤 윌리엄스가 운영하는 맥도날드 프랜차이즈 또한 간판의 아치를 뒤집었다. 이는 맥도날드가 직원들에게 낮은 임금을 지불한다는 이유로 위선적이라는 비판과, 로고의 "M"이 "맥도날드"만큼이나 "남성"을 의미할 수도 있다는 지적을 받으며 가벼운 반발을 일으켰다.

## 영향

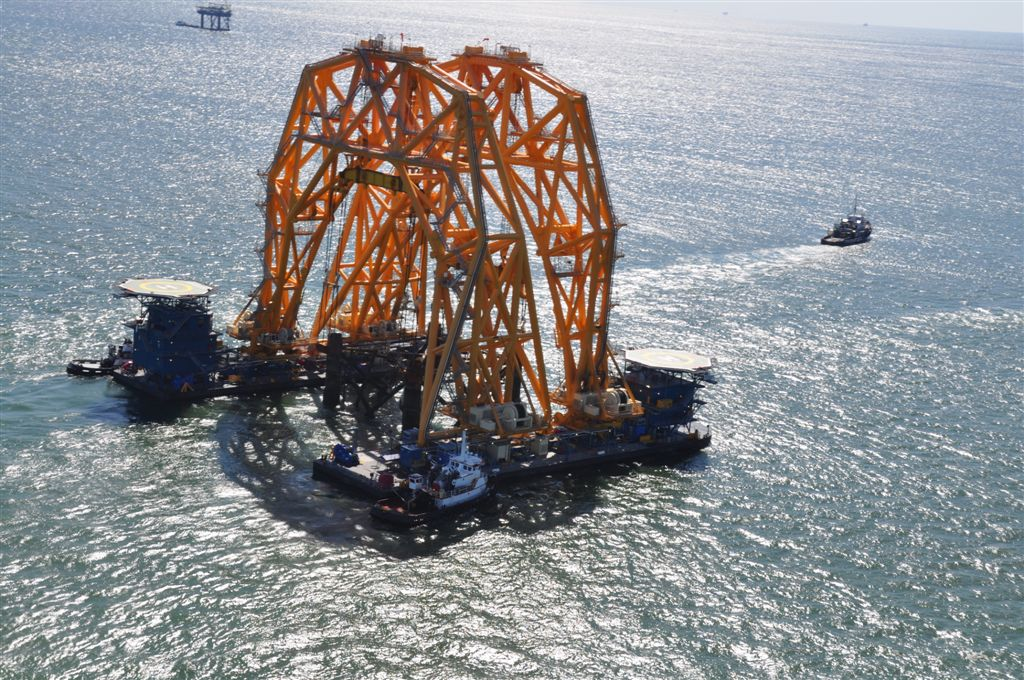
VB-10,000

"골든 아치"라는 용어는 때때로 환유로 사용되어 자본주의와 세계화를 상징한다. 1996년의 "골든 아치 이론"과 같은 문구에서는 "맥도날드를 모두 가진 두 나라가 서로 전쟁을 벌인 적이 없다"고 한때 주장되었다. 골든 아치는 맥도날드가 코카콜라와 나이키와 함께 전 세계적으로 영향력을 미친 가장 두드러진 미국의 기업 중 하나이기 때문에 사용된다.
대형 인양선 VB-10,000에 사용된 두드러진 스페이스 프레임 트러스의 모양과 색상으로 인해 일부 사람들은 이를 "골든 아치"라고 별명을 붙였다.